# Восконян, Валерий Николаевич
Вале́рий Никола́евич Восконя́н (укр. Валерій Миколайович Восконян; род. 6 апреля 1994, Радсад, Николаевская область) — украинский и армянский футболист, вратарь клуба «Полтава»

## Игровая карьера
Воспитанник ДЮСШ села Радсад Николаевского района Николаевской области. Первый тренер — Александр Николаевич Гаранин. Далее занимался в киевском РВУФК у тренеров Владимира Ижко и Владимира Филонюка. После спортинтерната вернулся в свой родной город. Играл на любительском уровне за вторую команду МФК «Николаев». Летом 2012 года по приглашению главного тренера первой команды Руслана Забранского проходил сборы с основой, после чего подписал с «корабелами» свой первый профессиональный контракт. Дебютировал в первой лиге 26 мая следующего года в домашней игре против «Динамо-2». Юный голкипер получил от тренера несколько минут перед финальным свистком уже практически выигранного матча и успел парировать дальний удар. В следующем сезоне из-за травм основных вратарей николаевцев Товта и Козаченко, Восконян впервые вышел на поле уже в первом туре, а во втором — и вовсе со стартовых минут. Новый главный тренер «корабелов» Олег Федорчук на послематчевой пресс-конференции отметил, что Восконян сумел справиться с волнением, и предрёк ему хорошее будущее. Зимой у «Николаева» вновь сменился главный тренер. Вячеслав Мазарати за полгода проведённые во главе команды дважды доверил Валерию место в стартовом составе. Обе эти игры команда, завершившая вытоге чемпионат последней, проиграла с общим счётом 0:6. Следующий сезон 2014/15 стал для Восконяна лучшим в футболке «Николаева». Двадцатилетний голкипер сыграл в 13 матчах и по итогам сезона был признан лучшим игроком команды. В следующем сезоне основным вратарём команды стал Роман Чумак, а Восконян на поле практически не появлялся. Летом 2016 года перешёл в ереванский «Пюник». В высшем армянском дивизионе дебютировал 8 августа 2016 года в игре против «Ширака» (1:3).
Летом 2017 года дебютировал и в еврокубках, отыграв все 90 минут в проигранном для «Пюника» матче 1-го раунда квалификации Лиги Европы против «Слована» (1:4).

## Достижения
«Ингулец»
- Победитель Первой лиги Украины: 2023/24